# André Messager
André Messager (Montluçon, 30 de desembre de 1853 — París, 24 de febrer de 1929) va ser un compositor i director d'orquestra francès. Va estudiar amb Camille Saint-Saëns a l'escola de Louis Niedermeyer, i el 1874 fou nomenat organista de Sant Sulpici. El 1876 aconseguí la medalla d'or en un concurs obert per la Societat de Compositors, el 1900 fou nomenat mestre de capella de Santa Maria de Batignolles. Després fou organista de l'església de Sant Pau de París i, per acabar, director de l'Òpera de París (1907) i dels concerts del Conservatori des de 1908. Va compondre principalment per al teatre, escrivint música de ballets (Les Deux Pigeons, 1886, estrenada a l'Opéra Garnier), operetes i òperes. Fou succeït per Alfred Bachelet en el seu lloc de l'Acadèmia de Belles Arts de França.
En l'època que fou professor en el Conservatori de París tingué molts alumnes, entre ells el parisenc Henry Février (1875-1957).

## Obres
- La Basoche (1890)
- Les P'tites Michu (1897)
- Véronique (1898)
- Fortunio (1907)
- Monsieur Beaucaire (1919)
- L'Amour Masqué (1923) (amb llibret de Sacha Guitry)
- Passionnément (1926)
- Coups de roulis (1928)